# Lenkimy
Lenkimy (lit. Lenkimai) – miasteczko na Litwie, położone w okręgu kłajpedzkim i w rejonie szkudzkim przy granicy z Łotwą. Liczy 779 mieszkańców (2001).